# Begonia brachypoda
Espèce
Synonymes
- Begonia brachypoda var. pilosula O.E.Schulz ex O.C.Schmidt[1]

Begonia brachypoda est une espèce de plantes de la famille des Begoniaceae.
L'espèce fait partie de la section Begonia.
Elle a été décrite en 1911 par Otto Eugen Schulz (1874-1936).

## Répartition géographique
Cette espèce est originaire des pays suivants : République Dominicaine ; Haïti.

## Liste des variétés
Selon Tropicos (6 février 2017) :
- variété Begonia brachypoda var. pilosula O.E. Schulz ex O.C. Schmidt